# Bogusławice-Kolonia (województwo mazowieckie)
Bogusławice-Kolonia – kolonia w Polsce położona w województwie mazowieckim, w powiecie radomskim, w gminie Skaryszew.
W latach 1975–1998 miejscowość należała administracyjnie do województwa radomskiego.